# Paul Cézanne
Paul Cézanne (wym. [pɔl seˈzan]; ur. 19 stycznia 1839 w Aix-en-Provence, zm. 22 października 1906 tamże) – francuski malarz postimpresjonistyczny, którego twórczość stanowi pomost pomiędzy impresjonizmem a kubizmem.

## Życiorys
Paul Cézanne urodził się 19 stycznia 1839 w małym miasteczku Aix-en-Provence. Rodzina jego ojca pochodziła najprawdopodobniej z Włoch. Ojciec malarza, Louis-Auguste, był kapelusznikiem, co w tamtych czasach było zajęciem na tyle intratnym, że pozwoliło mu zbić fortunę, dzięki której w 1848 otworzył Bank Cézanne & Cabassol. Społeczność Aix-en-Provence nie do końca go akceptowała, po części ze względu na jego skromne pochodzenie, a także ze względu na fakt, że związał się z robotnicą i dopiero po przyjściu na świat dwójki nieślubnych dzieci zalegalizował ten związek. W 1852 Paul zapisał się do gimnazjum Bourbon, które ukończył wraz z Émilem Zolą.
Zgodnie z wolą ojca Paul rozpoczął studia prawnicze na uniwersytecie w Aix-en-Provence, jednak w rzeczywistości studia te zupełnie go nie interesowały. Równolegle do studiów uczęszczał na lekcje rysunku, wreszcie przerwał studia i postanowił całkowicie poświęcić się malarstwu.
Po przyjeździe do Paryża w ⁣⁣1861⁣⁣ uczył się w Académie Suisse, studiując jednocześnie w Luwrze dzieła starych mistrzów.
W 1869 poznał dziewiętnastoletnią modelkę Hortense Fiquet, z którą zamieszkał, zachowując jednak ten fakt w tajemnicy, z obawy przed tym, że jego ojciec nie zgodziłby się na ich związek. Wkrótce urodził im się syn Paul, o czym rodzina Cézanne’a również się nie dowiedziała. W czasie wojny francusko-pruskiej malarz wraz z Hortense i synkiem przeniósł się do Estaque, małej wioski pod Marsylią. W miejscu tym przebywał Cézanne kilkakrotnie w różnych okresach swojego życia. Często również malował okolice Estaque, ukazując na swych obrazach kominy fabryki cegieł, płytek i cementu, a także budynki położone na malowniczym wzgórzu nad morzem (te same okolice malował później również Georges Braque).
Ojciec Cézanne’a, Louis-Auguste, dowiedział się o związku syna z Hortense i o ich dziecku, chociaż sam Paul uparcie temu zaprzeczał. Aby ukarać syna, Louis-Auguste wypłacał mu jedynie niewielką pensję, wystarczającą zaledwie na pokrycie wydatków samotnej osoby. Stałe nalegania matki skłoniły go jednak do wypłacania synowi większych sum pieniędzy. Dopiero pod koniec swojego życia ojciec Cézanne’a zgodził się (po części dzięki siostrze malarza, Marie, która wiedziała o istnieniu nieślubnego syna Paula) na małżeństwo syna. Ślub odbył się 28 kwietnia 1886 w Aix-en-Provence, w obecności całej rodziny. Kilka miesięcy później – 23 października – Louis-Auguste zmarł w wieku 88 lat. Paul Cézanne odziedziczył po ojcu majątek, jednak nadal prowadził spokojne, samotnicze życie, szukając natchnienia w okolicach Aix-en-Provence.
W 1886 Émile Zola wydał powieść L’Oeuvre (Arcydzieło), która doprowadziła do zakończenia jego przyjaźni z Cézannem. Bohater tej powieści, Claude Lantier, to malarz pozbawiony mocy twórczej, który nie potrafił zrealizować swoich marzeń i w konsekwencji popełnił samobójstwo. Paul Cézanne rozpoznał w nim siebie. W krótkim liście podziękował Zoli za wysłanie mu powieści, po czym nigdy więcej już się nie spotkali.
15 października 1906, podczas pracy w plenerze, artystę zaskoczyła burza, w wyniku czego zaziębił się i stracił przytomność. Kilka dni później Cézanne zmarł na zator płuc.

## Twórczość

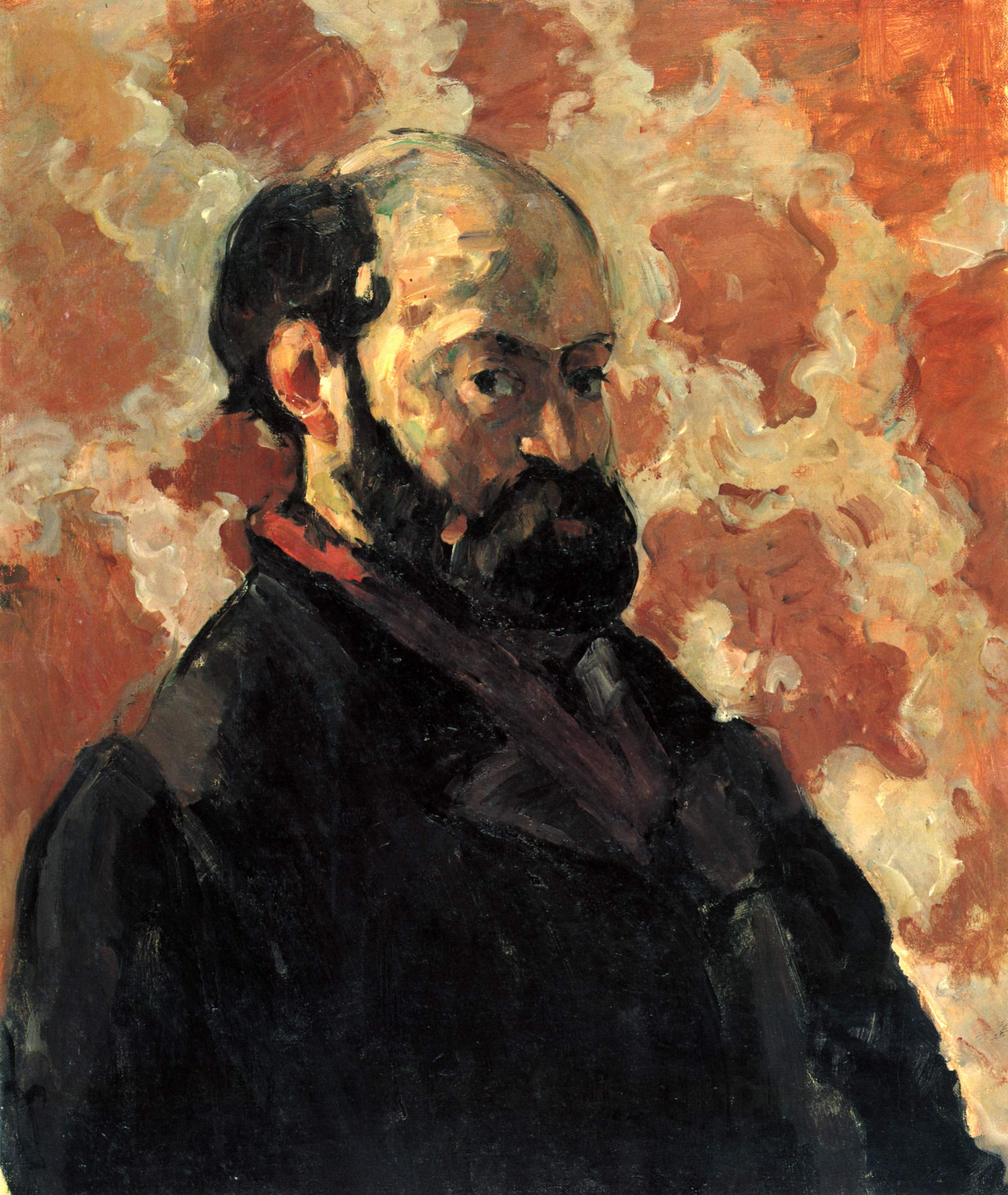
Autoportret Paula Cézanne’a, ok. 1875

We wczesnym okresie twórczości pozostawał pod wpływem malarstwa barokowego i romantycznego. Brał udział w wystawach impresjonistów. Później jednak zakwestionował dotychczasowe sposoby ukazywania przestrzeni. Zrezygnował z perspektywy linearnej na rzecz ujmowania perspektywy z różnych punktów widzenia, kierunek takiego myślenia o sztuce znalazł następnie wyraz w kubizmie. W obrazach Cézanne’a kształt przedmiotów zbliżał się do form geometrycznych.
Duży wpływ na twórczość Cézanne’a wywarło spotkanie z Pissarrem. Pod jego wpływem Cézanne rozjaśnił koloryt swoich obrazów i nadał im lekkość. Zrezygnował też z używania grubych szpachli, nanosząc plamy barwne subtelnymi pociągnięciami pędzla.
Ulubiona tematyka Cézanne’a to pejzaże (szczególnie okolice Aix-en-Porvence i Estaque), portrety oraz martwe natury, którymi zainteresował się w latach 70. XIX wieku. Malował owoce, stoły i krzesła, przedstawiając je w specyficzny sposób – tak, jakby traciły równowagę. Nie interesowało natomiast artysty życie Paryża, wystawnego miasta wraz z gwarem ulicznym, czy teatrami i kabaretami, które było w tym czasie tematem wielu płócien impresjonistów.
W obrazach takich, jak Góra Sainte-Victoire (z 1885) czy Madame Cézanne (z 1887) można dopatrywać się inspiracji nie tylko dla kubistów, lecz nawet fowistów. Wraz z Paulem Gauguinem i Vincentem van Goghiem jest uważany za jednego z trzech głównych postimpresjonistów. Od 1900 niemal do końca życia pracował nad obrazem Wielkie kąpiące się, w którym chciał połączyć studium natury z klasycznymi zasadami kompozycji.
W 1895 roku, dzięki staraniom marszanda Ambroise'a Vollarda, odbyła się pierwsza indywidualna wystawa artysty. Nie została dobrze przyjęta przez krytyków, wzbudziła natomiast zachwyt artystów, w szczególności awangardowych.
W 1907 roku, w ramach Salonu Jesiennego, zorganizowano wielką retrospektywną wystawę twórczości artysty, na której pokazano jego 50 obrazów. Wystawa ta doprowadziła do uznania znaczącej roli artysty.
Moderniści z początku XX wieku uważali Cézanne’a za prekursora współczesnego malarstwa. Henri Matisse nazwał go „ojcem wszystkich malarzy”, a wielu twórców uznawało w nim twórcę przełomu w sztuce XX wieku. Również Pablo Picasso zachwycał się jego obrazami.

## Galeria prac

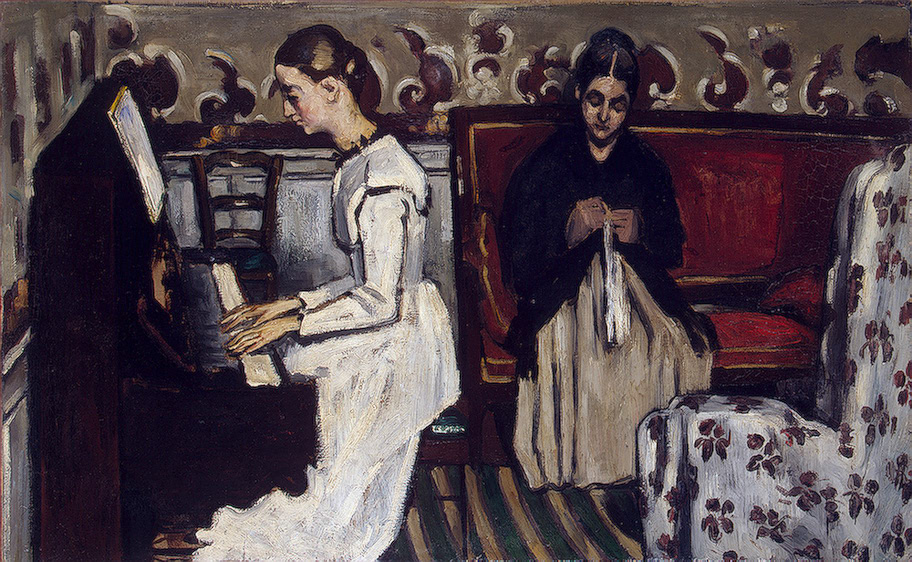
Dziewczyna przy pianinie, 1868-69, Ermitaż, Petersburg
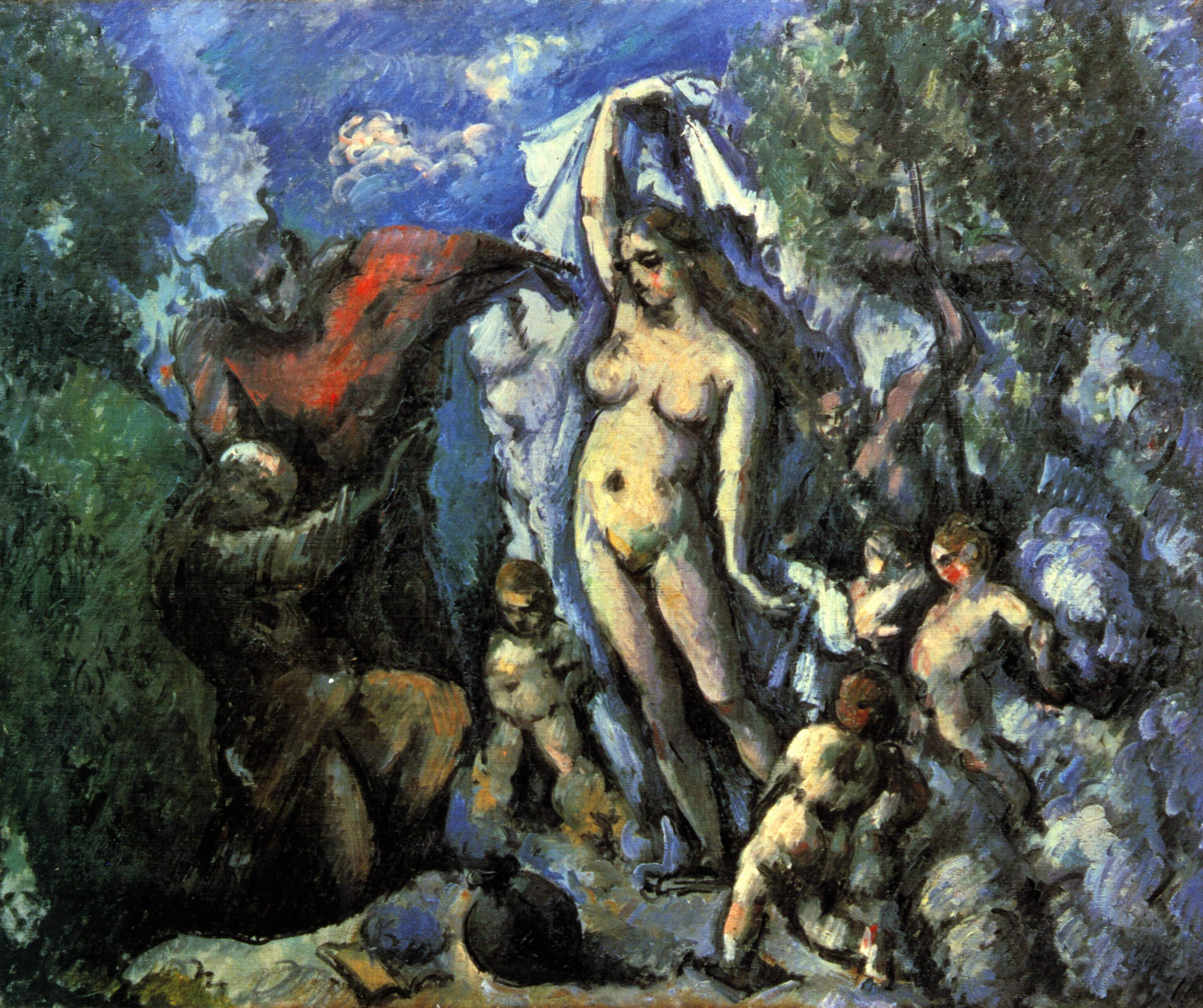
Kuszenie św. Antoniego, ok. 1875-77, Musée d’Orsay, Paryż
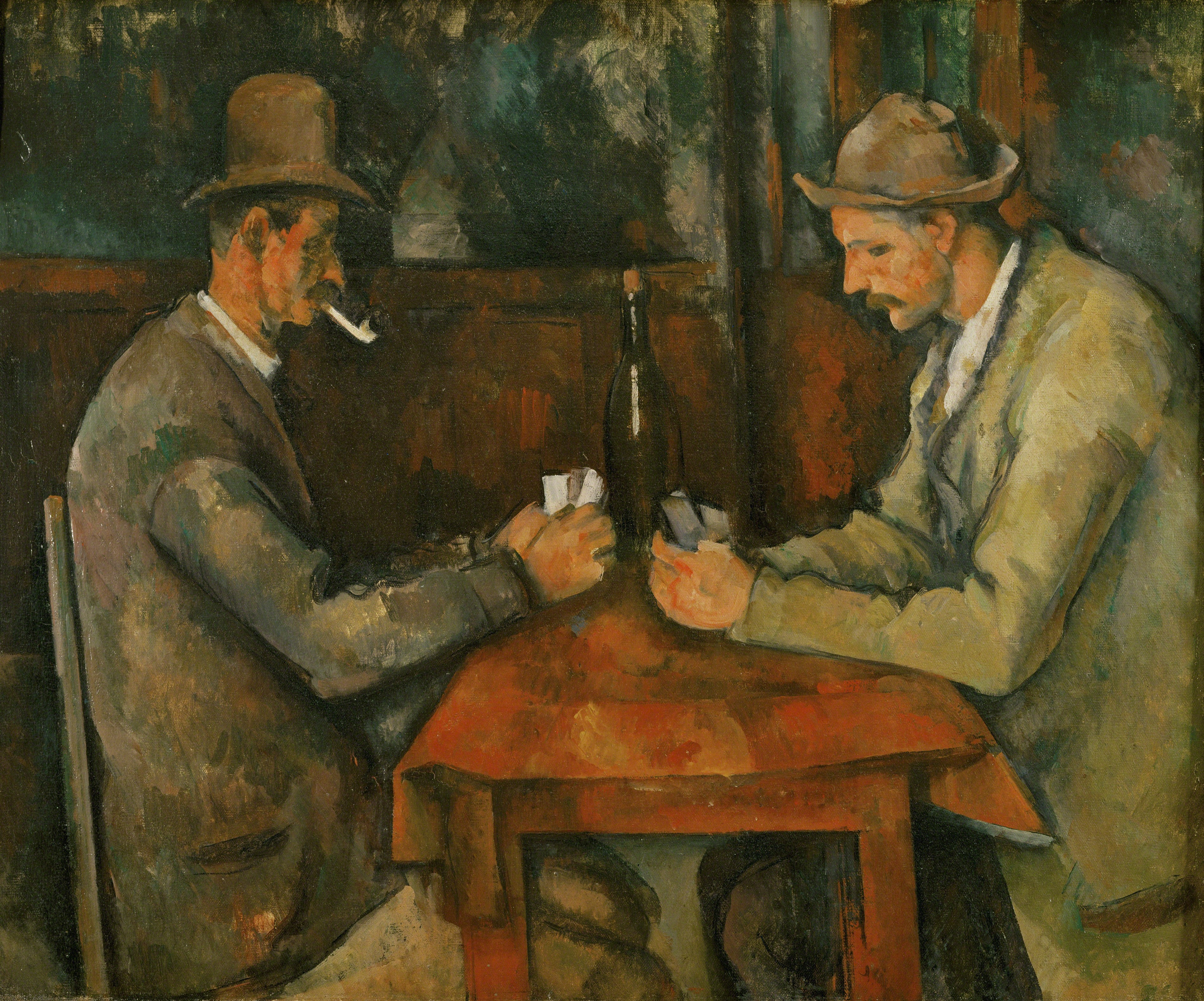
Gracze w karty, 1893-96, Musée d’Orsay, Paryż
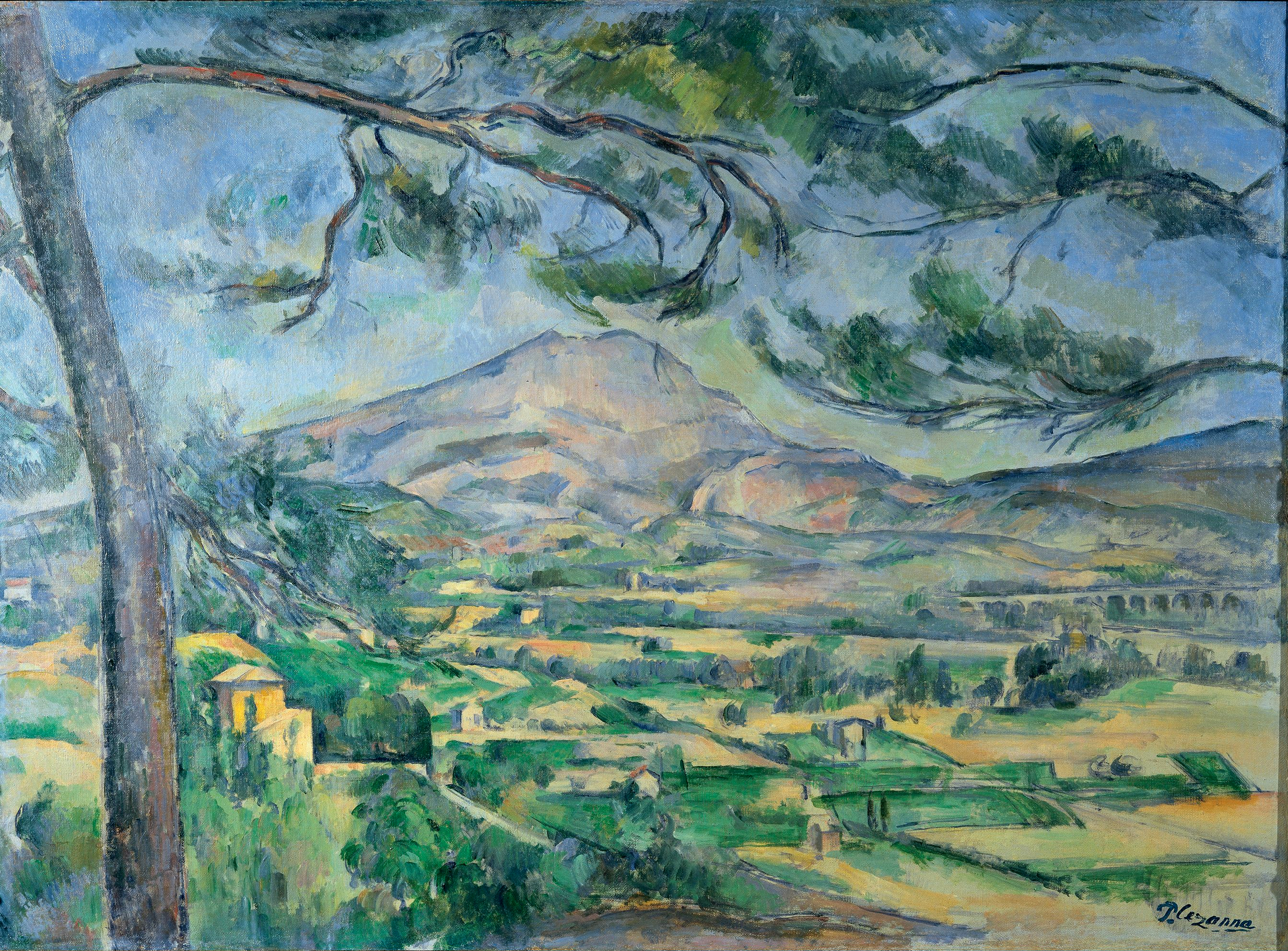
Góra Sainte-Victoire z wielką sosną, około 1886
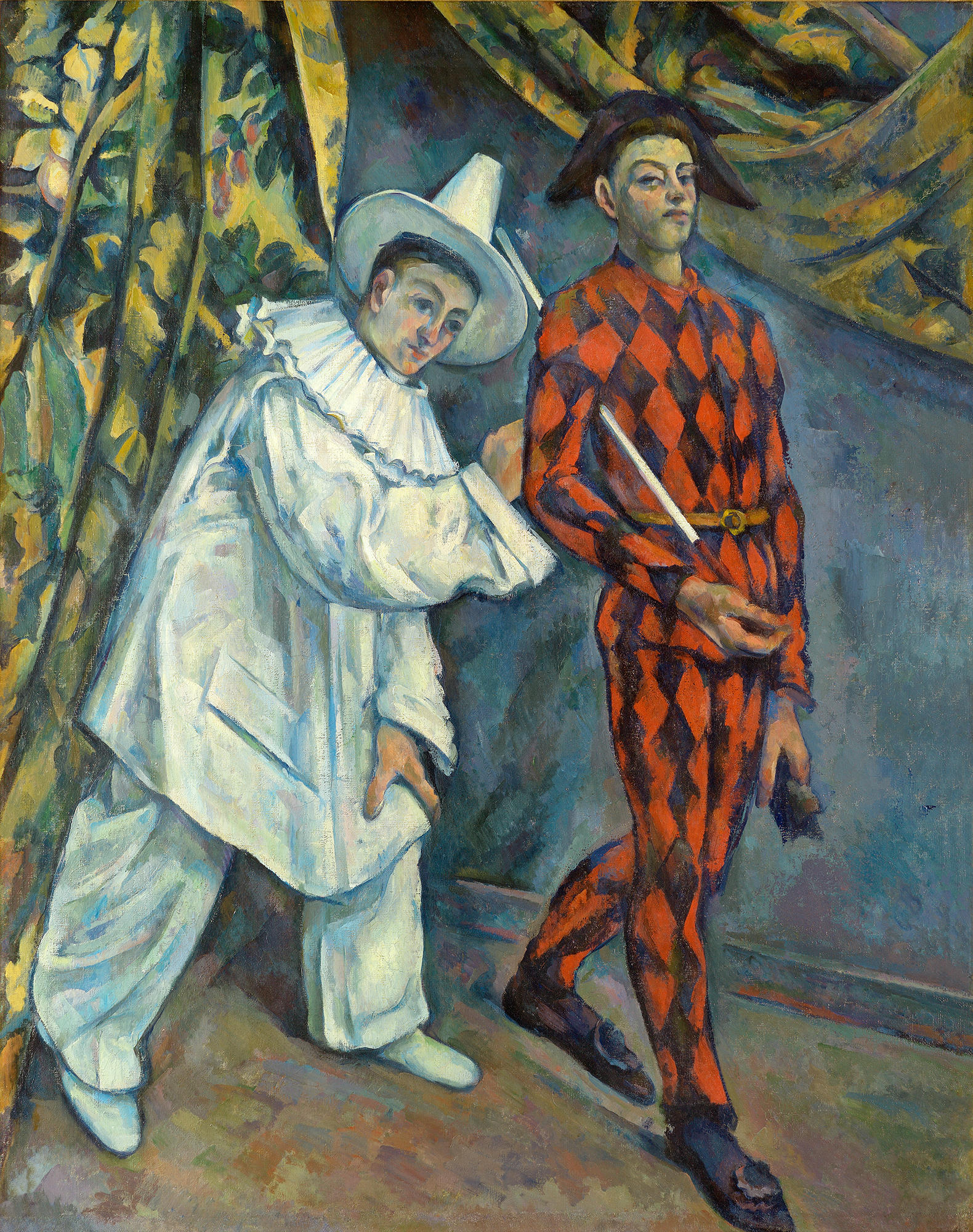
Tłusty wtorek, 1888
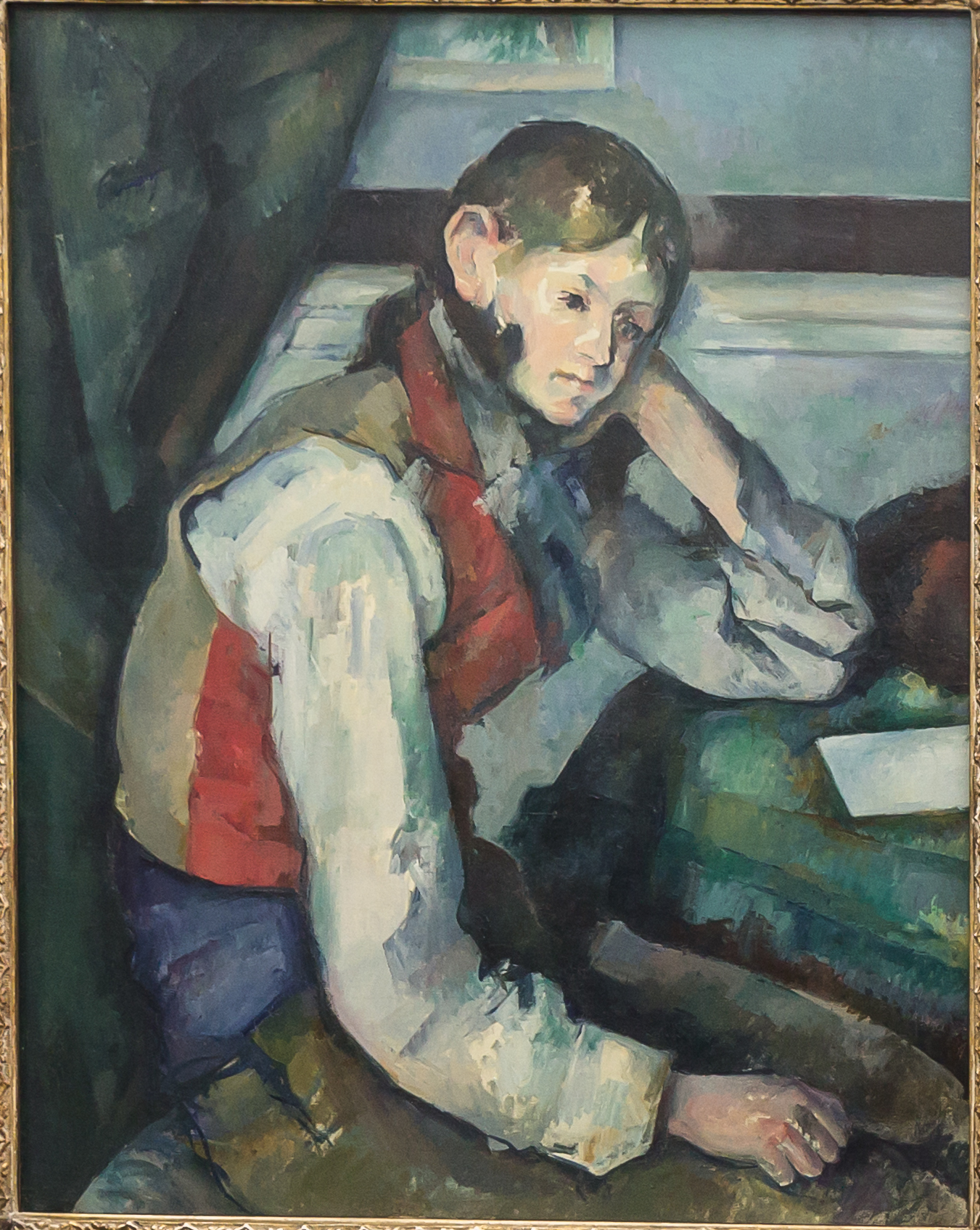
Chłopiec w czerwonej kamizelce, około 1890
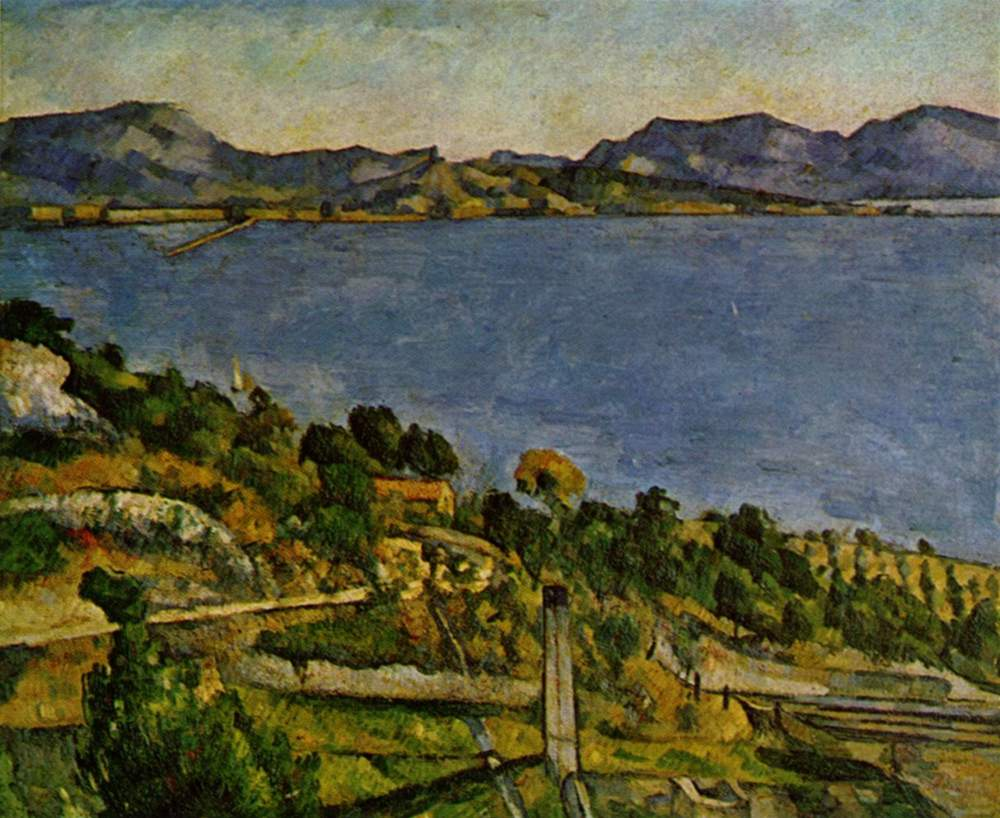
Zatoka Marsylska widziana z Estaque, około 1883 – 1885
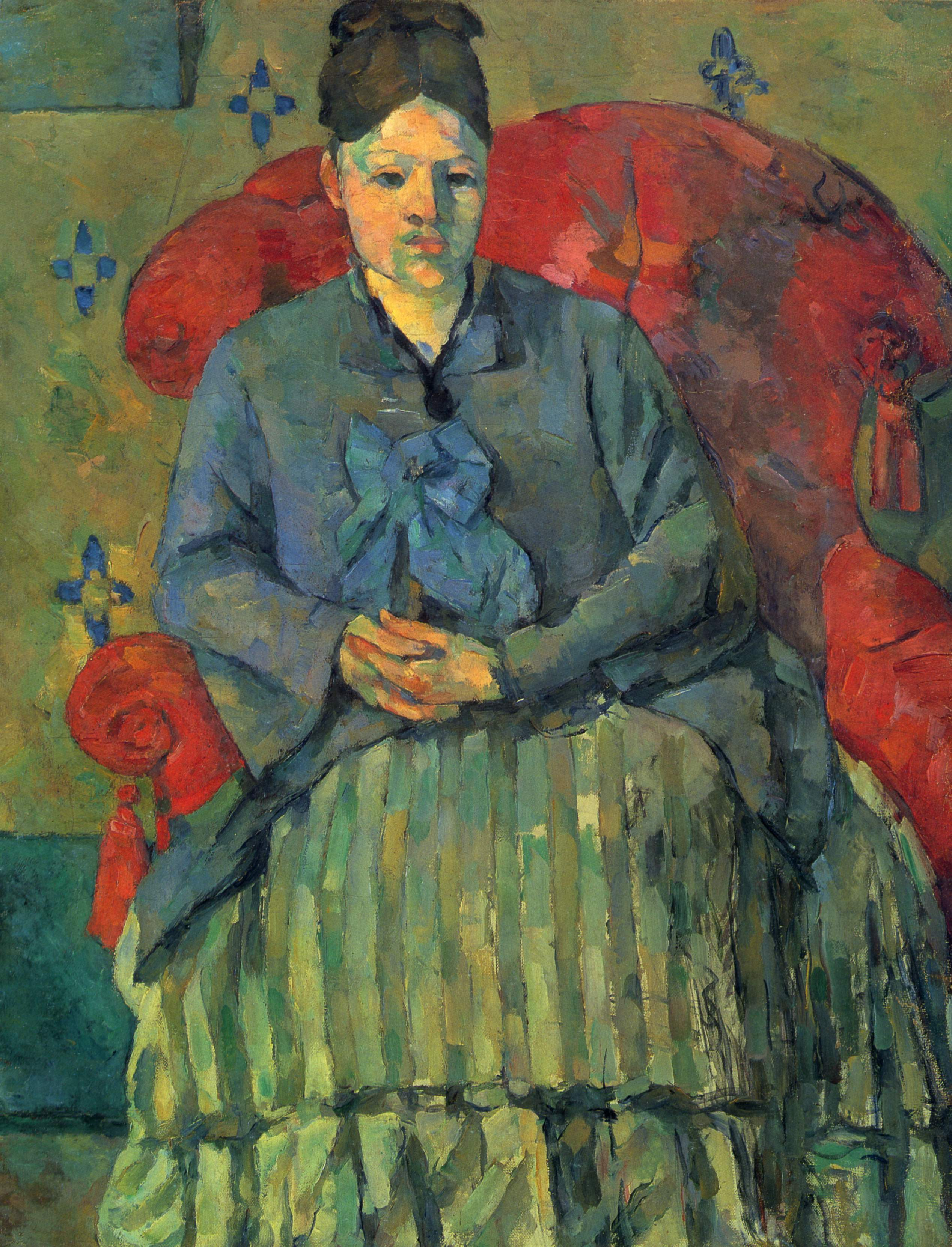
Portret pani Cézanne w czerwonym fotelu, 1877
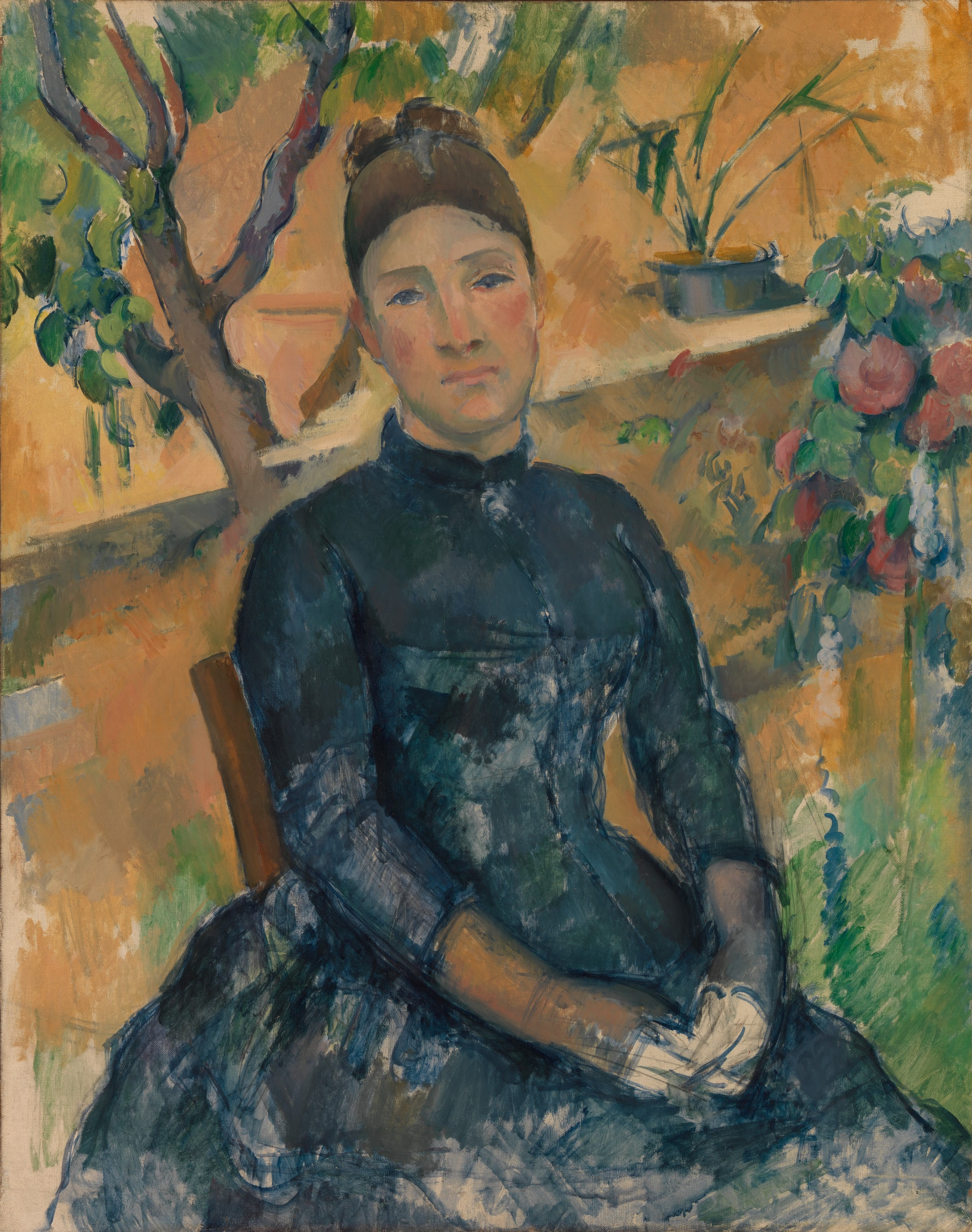
Pani Cézanne w ogrodzie zimowym, 1891
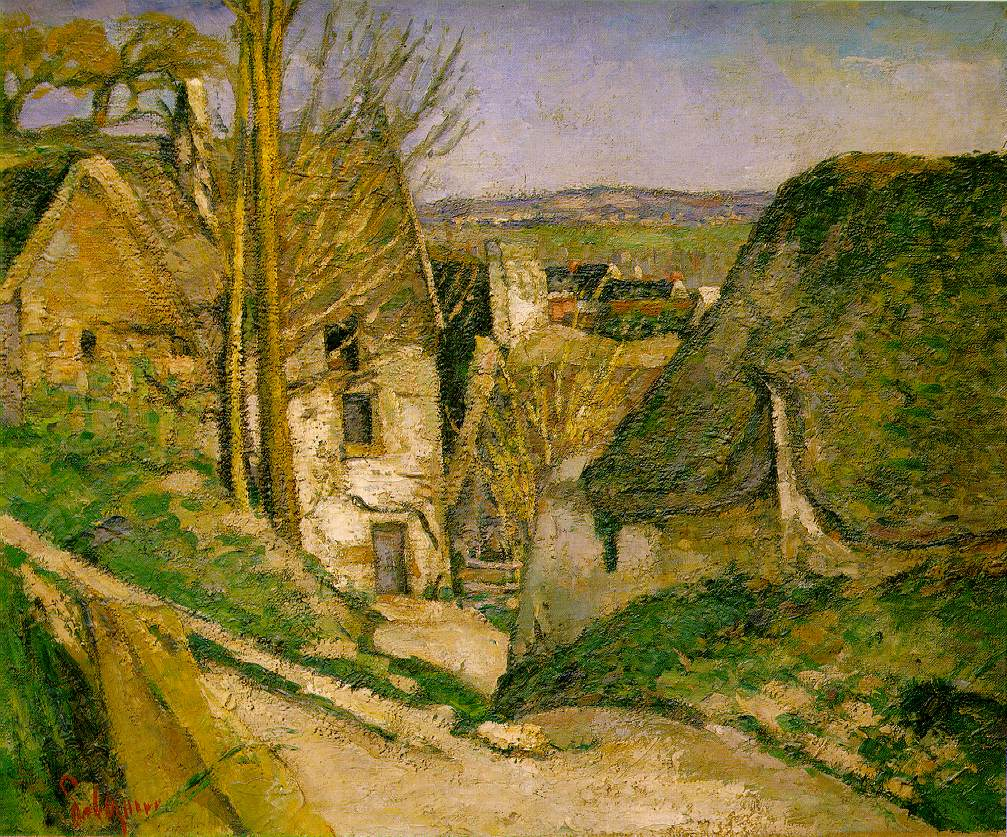
Dom powieszonego, 1873
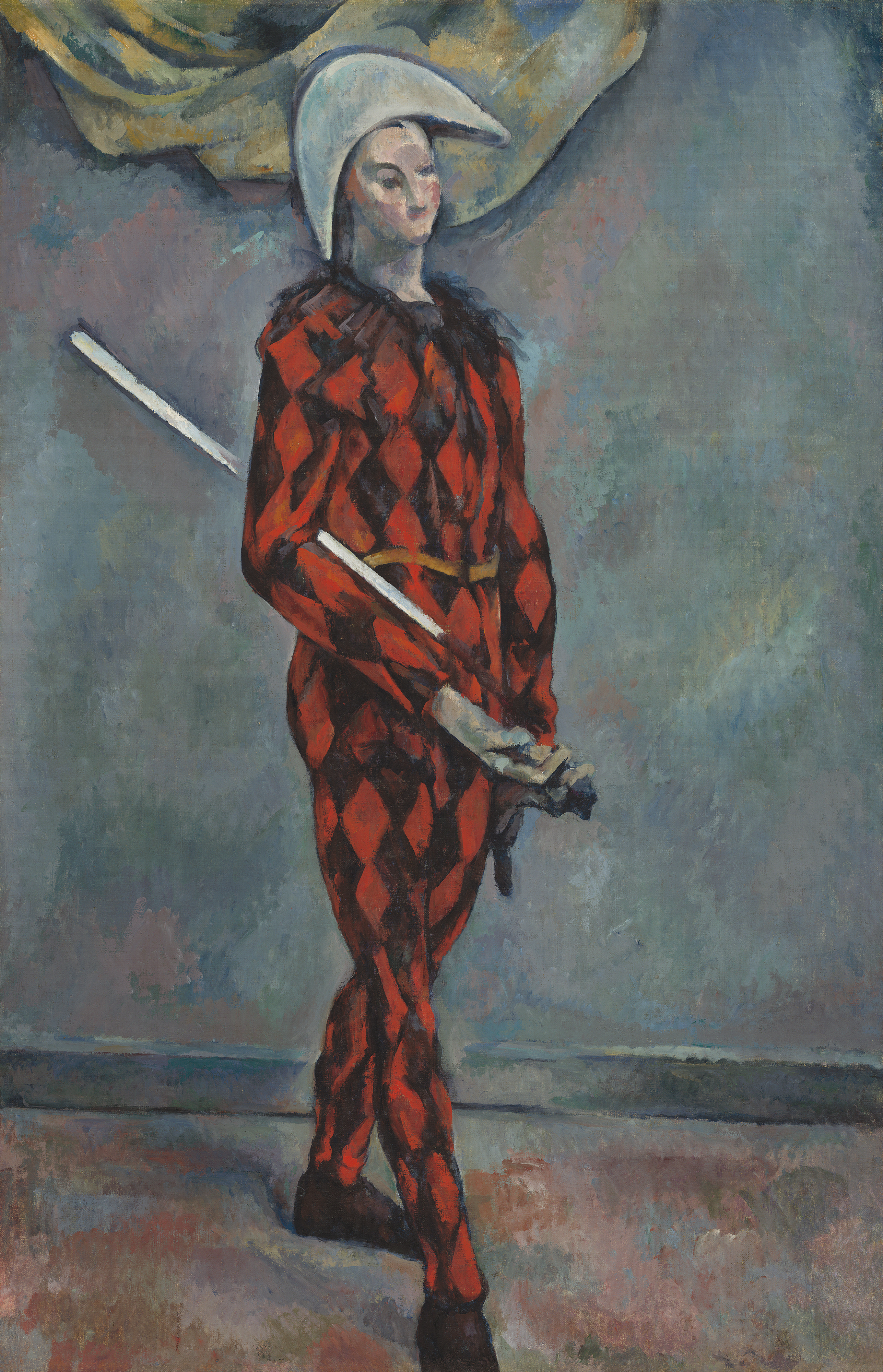
Arlekin, 1888
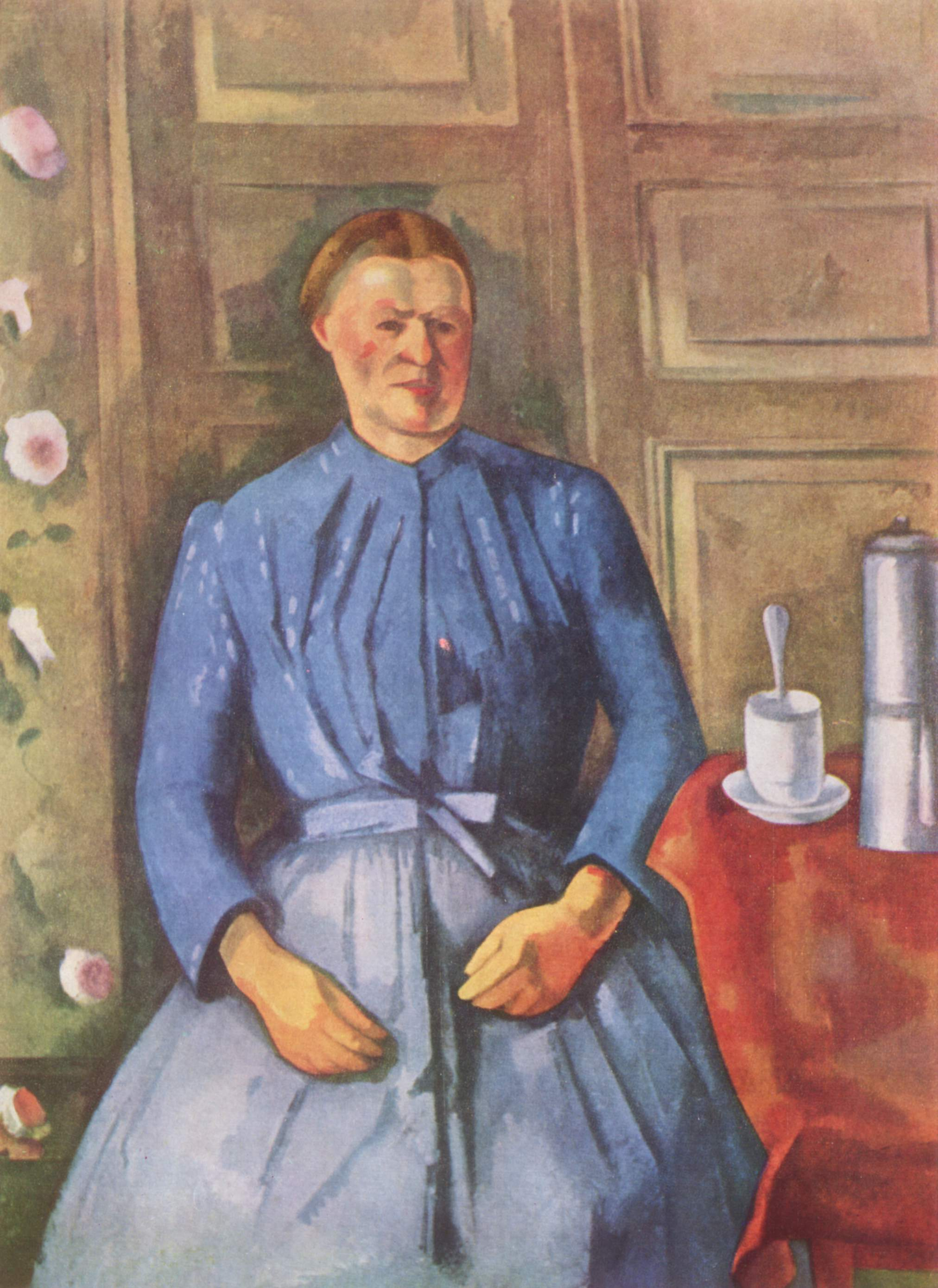
Portret kobiety z maszynką do kawy, 1895
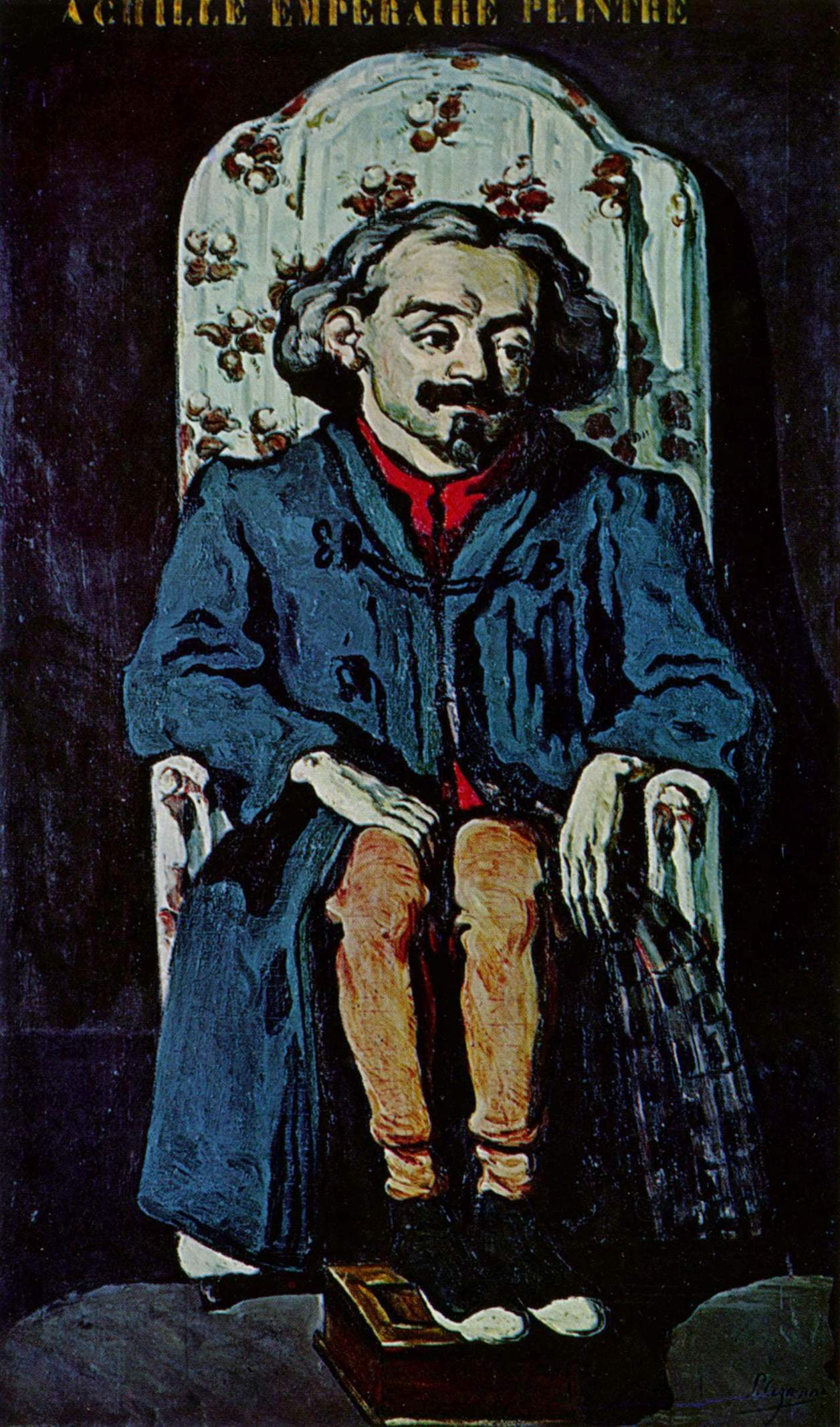
Portret Achille’a Emperaire’a, 1869-1870
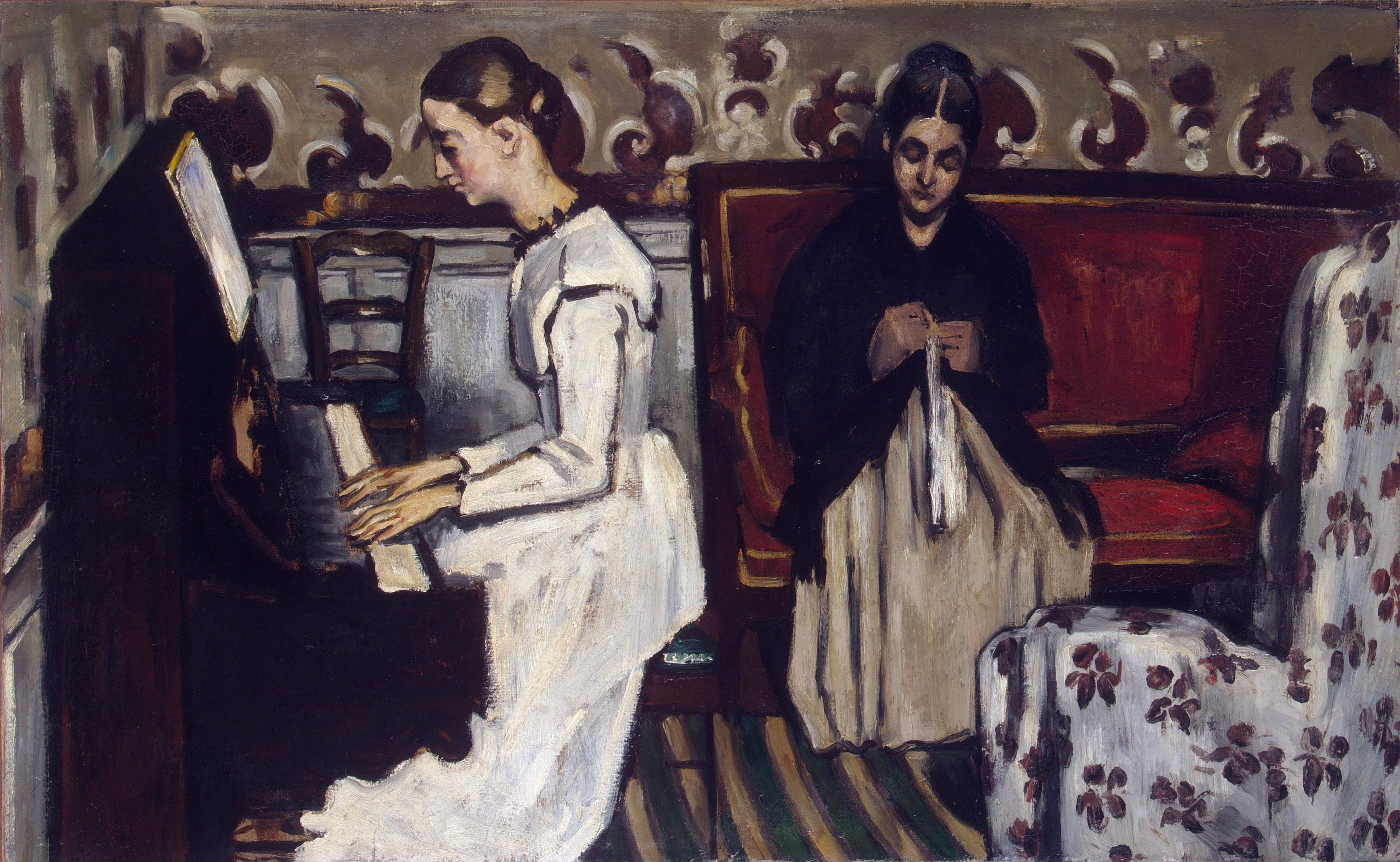
Uwertura do „Tannhäusera”, 1869
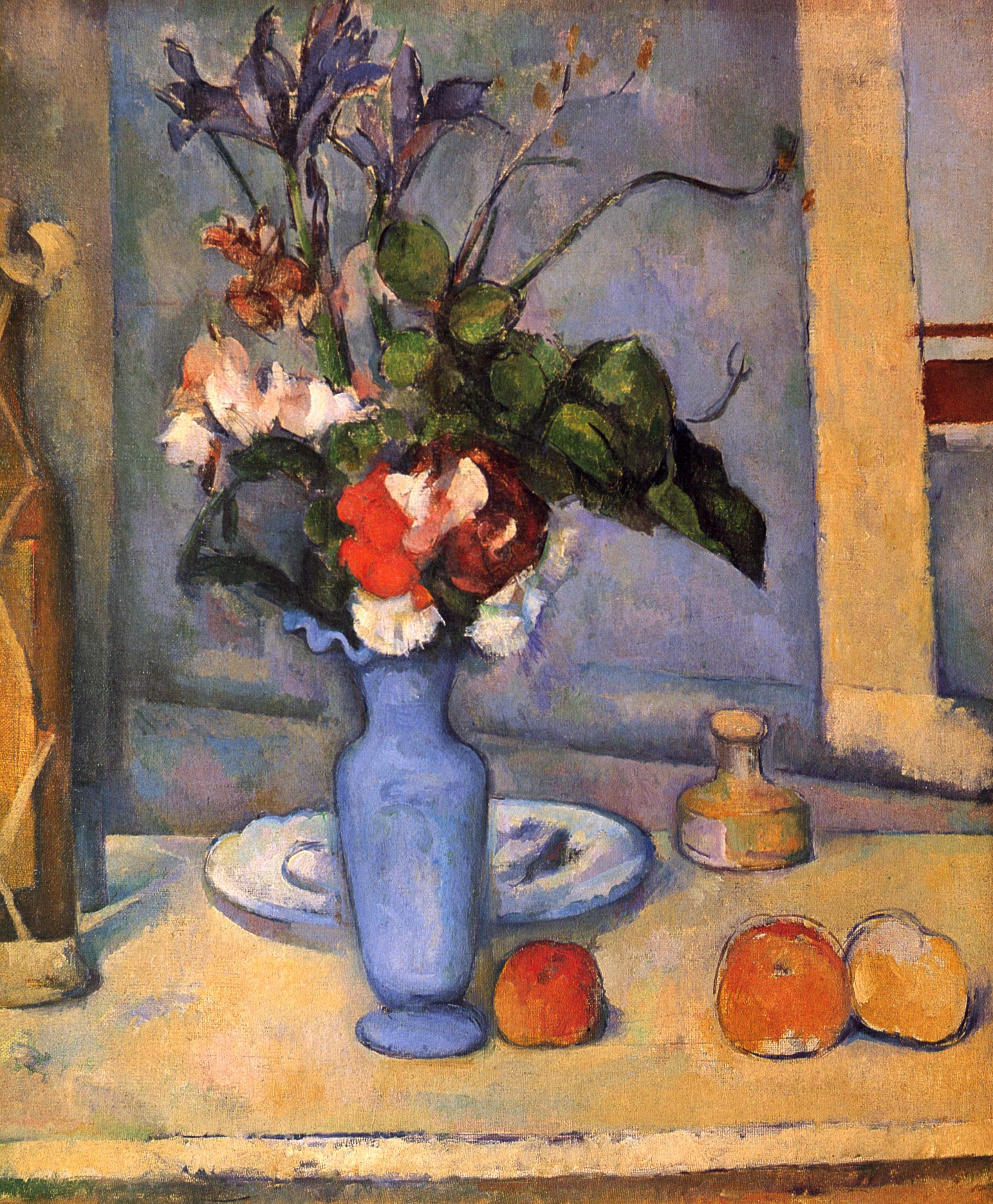
Błękitny wazon, 1889-1890
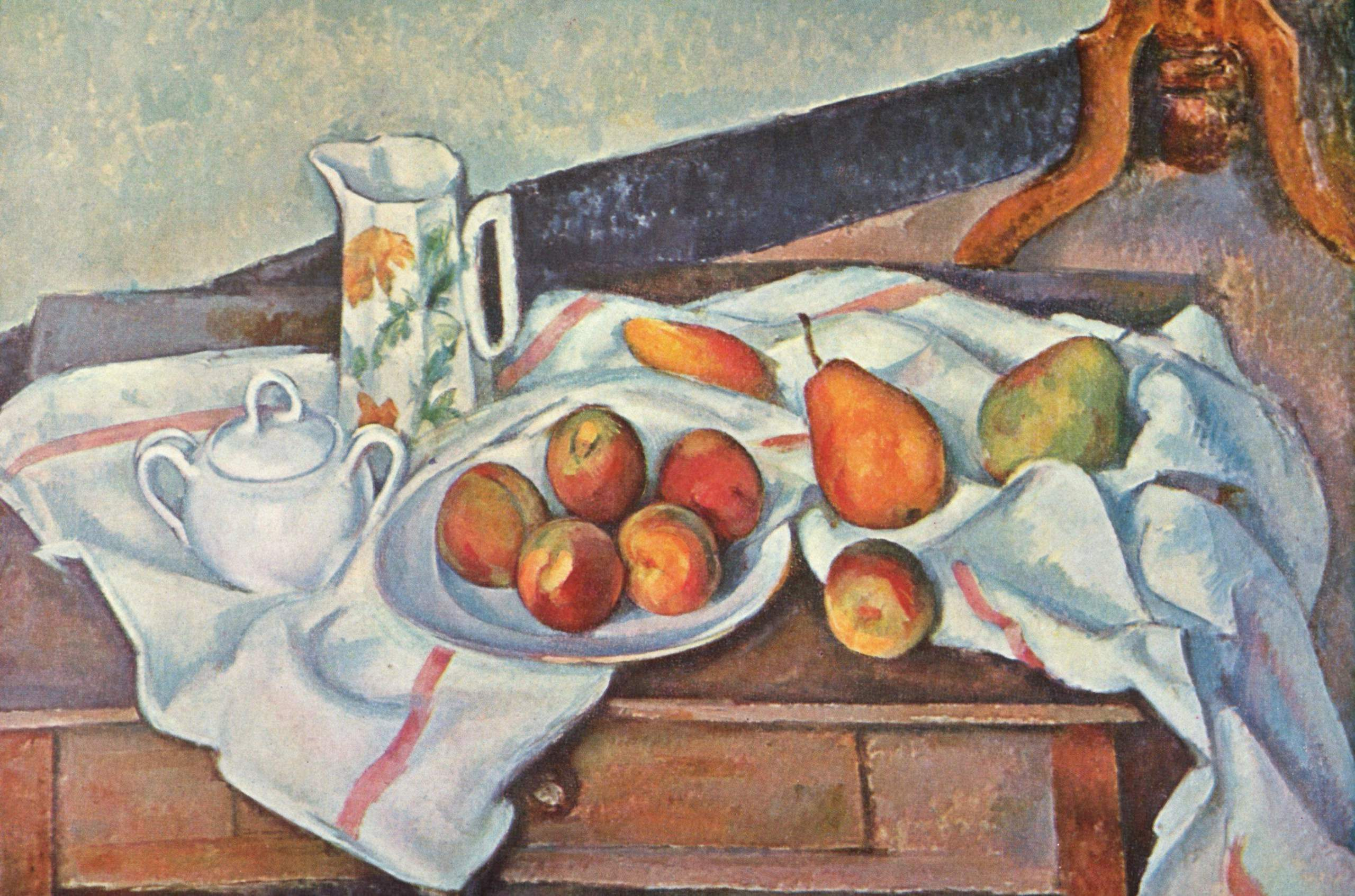
Brzoskwinie i gruszki, 1890-1894
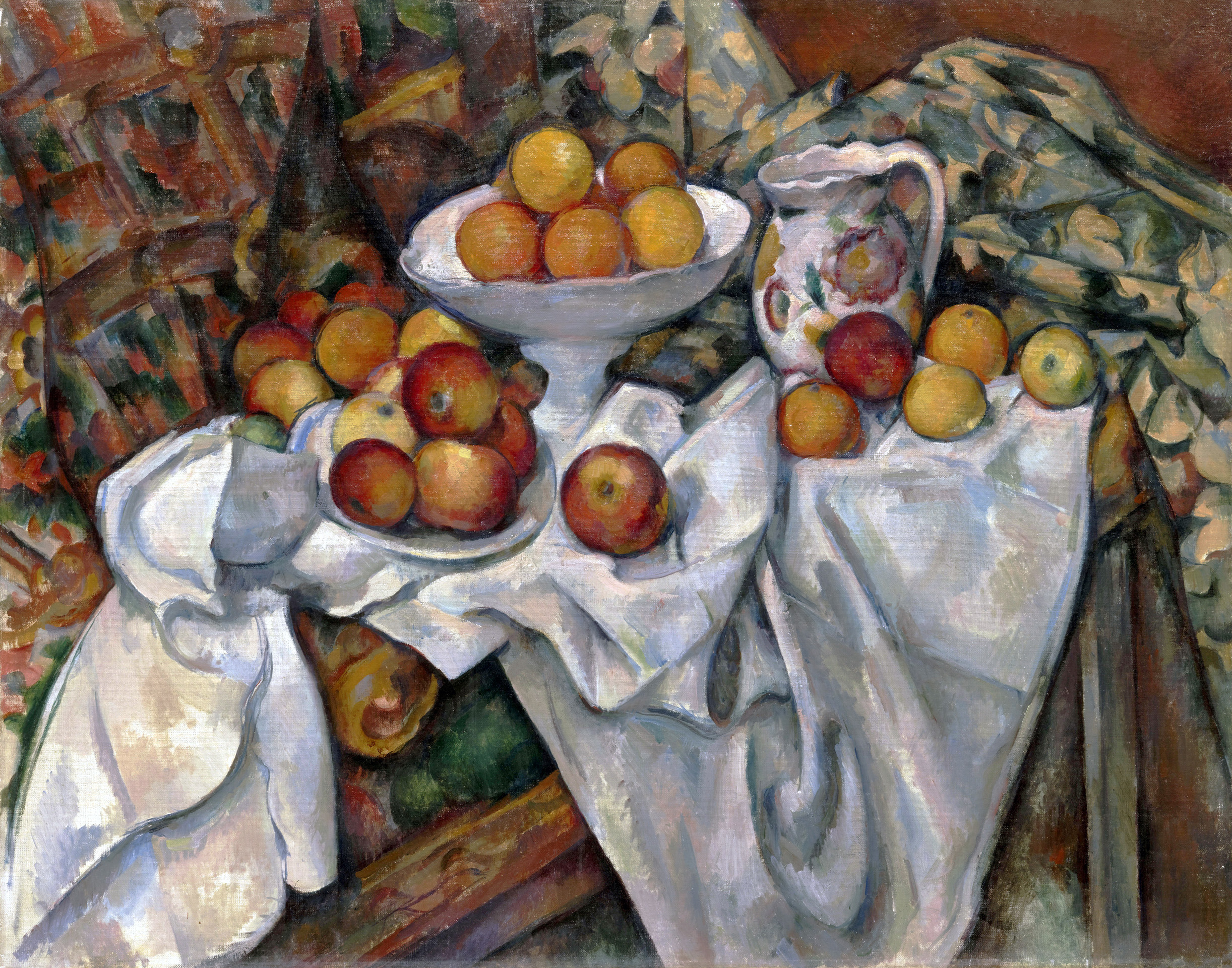
Jabłka i pomarańcze, 1895–1900, Musée d’Orsay, Paryż

### Kąpiący się
| nr  | tytuł                  | czas powstania | technika i wymiary | miejsce przechowywania                        | ilustracja |
| 1.  | Kąpiące się            | 1883           |                    | Museum Langmatt, Baden, Szwajcaria            |            |
| 2.  | Kąpiące się            | 1874-75        |                    | Metropolitan Museum of Art, Nowy Jork         |            |
| 3.  | Kąpiący się            | 1876-77        |                    | kolekcja prywatna                             |            |
| 4.  | Kąpiący się            | 1879-1880      |                    | Detroit Institute of Arts, Detroit (Michigan) |            |
| 5.  | Kąpiące się            | ok. 1880       |                    | kolekcja prywatna                             |            |
| 6.  | Kąpiący się            | 1890-94        | 54,2 × 66,5 cm     | Ermitaż, Petersburg                           |            |
| 7.  | Kąpiący się            | 1892-94        |                    | Musée d’Orsay, Paryż                          |            |
| 8.  | Wielkie kąpiące się    | 1894-1905      |                    | National Gallery w Londynie                   |            |
| 9.  | Kąpiące się            | 1900-05        |                    | kolekcja prywatna                             |            |
| 10. | Kąpiące się            | 1900-05        |                    | Art Institute, Chicago                        |            |
| 11. | Les grandes baigneuses | 1900-05        | 132,4 × 219,1 cm   | Barnes Foundation, Merion, Pensylwania        |            |
| 12. | Wielkie kąpiące się    | ok. 1906       |                    | Philadelphia Museum of Art w Filadelfii       |            |

## Cézanne na rynku sztuki
W 2011 katarska rodzina królewska kupiła od George Embiricosa obraz Gracze w karty (malowany w latach 1892 – 93r.), kosztował on 250 mln dolarów i stał się najdroższym dziełem sztuki sprzedanym do 2017 kiedy sprzedano obraz Leonarda da Vinci "Zbawiciel świata".